# Have Love Will Travel
| Recensione | Giudizio |
| ---------- | -------- |
| AllMusic   |          |

Have Love Will Travel (sottotitolato Big Men - Big Music) è un album in studio dei musicisti ed attori statunitensi Jim Belushi e Dan Aykroyd, pubblicato nel 2003.
I produttori dell'album, Tony Braunagel e Glen Clark, fanno parte della band Jim Belushi & the Sacred Hearts con cui Jim Belushi pubblicò il primo album, 36-22-36.

## Tracce
1. Skybox Ballroom Pump – 1:23 (Dan Aykroyd, Tony Braunagel, Glen Clark)
2. Have Love, Will Travel – 3:24 (Richard Berry, Lee Hazlewood)
3. Dig Myself a Hole – 2:17 (Arthur "Big Boy" Crudup)
4. Time Won't Let Me – 3:02 (Chet Kelley, Tom King)
5. Polk Salad Annie – 3:42 (Tony Joe White)
6. 300 Pounds of Joy – 4:02 (Willie Dixon)
7. All She Wants to Do Is Rock – 2:57 (Wynonie Harris)
8. Can't Get Out of It – 3:31 (Jim Belushi, Glen Clark)
9. Greenbacks – 3:28 (Renald Richard)
10. Truth at the Time – 3:12 (Jim Belushi, Glen Clark)
11. Cadillac Man – 2:26 (Jim Belushi, Glen Clark)
12. Swinging Party – 2:52 (Lowell Fulson)
13. Driving Wheel – 2:49 (Roosevelt Sykes)
14. Skybox Ballroom Pump (Reprise) – 1:02 (Dan Aykroyd, Tony Braunagel, Glen Clark)

## Formazione
- Jim Belushi - voce
- Dan Aykroyd - voce
- Tony Braunagel - batteria, produzione
- Glen Clark - tastiere, cori, produzione
- Julie Delgado - cori
- Darrell Leonard -  trombonium, tromba
- Larry Lerma - basso
- Johnny Lee Schell - chitarra
- Joe Sublett - sassofono
- Jimmie Wood - armonica, cori
- Gavin Lurssen - mastering
- Ed Cherney - missaggio
- Patrick McDougall - ingegneria del suono

## Classifiche
| Classifica             | Posizione migliore |
| ---------------------- | ------------------ |
| Heatseekers Albums     | 9                  |
| The Billboard 200      | 166                |
| Top Blues Albums       | 1                  |
| Top Independent Albums | 10                 |